# Tegminula
Tegminula is een mosdiertjesgeslacht uit de familie van de Celleporidae en de orde Cheilostomatida. De wetenschappelijke naam ervan is in 1882 voor het eerst geldig gepubliceerd door Jullien.

## Soorten
- Tegminula cogitata d'Hondt & Schopf, 1985
- Tegminula venusta Jullien, 1882